# Gemeenlandshuis Spaarndam

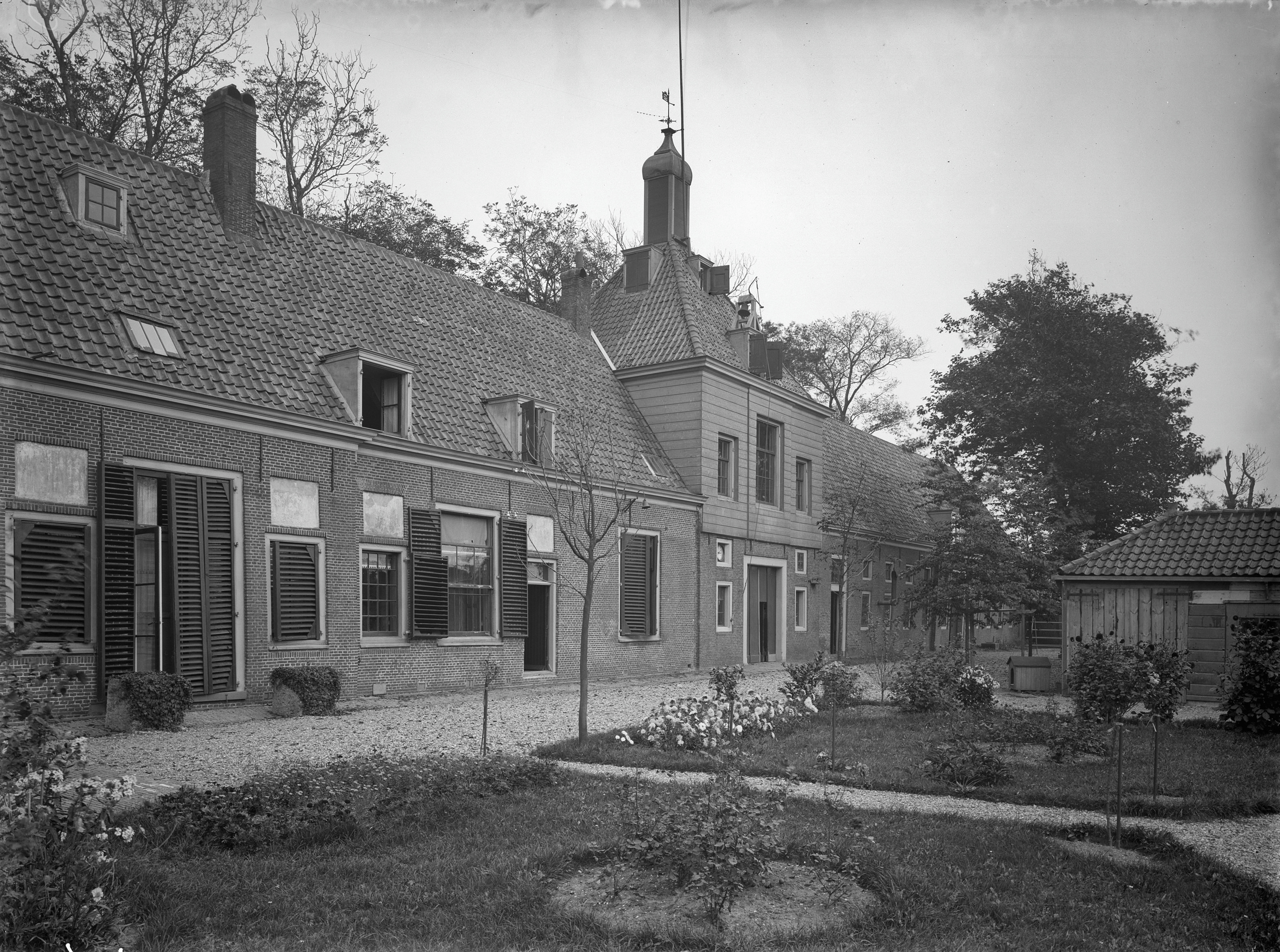
Gemeenlandshuis Spaarndam. Exterieur gezien naar het noordoosten; september 1927.

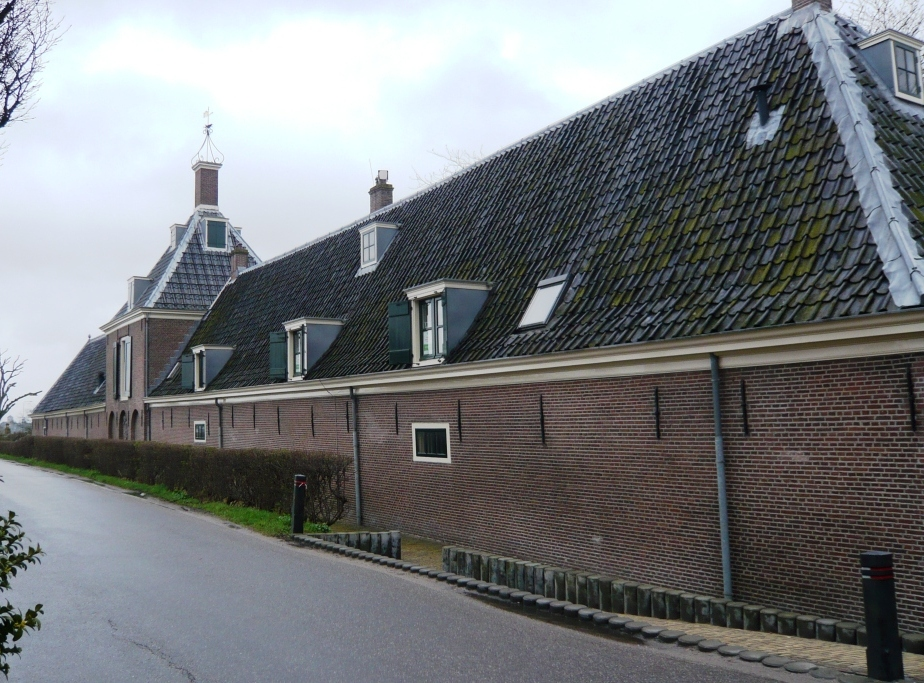
Gemeenlandshuis Spaarndam gezien vanaf de Spaarndammerdijk; september 2010.

Het Gemeenlandshuis Spaarndam was een van de historische gemeenlandshuizen van het Hoogheemraadschap van Rijnland, aan de Spaarndammerdijk bij het dorp Spaarndam. Voor de regelmatig door het water bedreigde dijk en de nabijheid van de sluizen in Spaarndam was hier behoefte aan een vergaderplaats van het bestuur van Rijnland en woonhuis voor de opziener. Bekende waterstaatkundigen als Brunings, Conrad en Cruquius hebben in dit huis gewoond. Ook was er een timmerhuis (timmerwerkplaats) en opslag voor dijkmaterialen.
Aanvankelijk stond hier het 'Huis te Oosterwaal' uit 1552. In 1641 werd dit uitgebreid met het nog bestaande Gemeenlandshuis Spaarndam, waarna het oude huis tussen 1728 en 1805 werd gesloopt.
Na de inpoldering van het IJ en de aanleg van het Noordzeekanaal verminderde het belang van het huis. Het Gemeenlandshuis Spaarndam is sinds 1973 Rijksmonument.